# Sanyu (köpinghuvudort i Kina, Jiangsu Sheng)
Sanyu är en köpinghuvudort i Kina. Den ligger i provinsen Jiangsu, i den östra delen av landet, omkring 230 kilometer öster om provinshuvudstaden Nanjing. Antalet invånare är 83 795. Befolkningen består av 49 364 kvinnor och 34 431 män. Barn under 15 år utgör 11,0 %, vuxna 15-64 år 64 %, och äldre över 65 år 23,0 %.
Runt Sanyu är det mycket tätbefolkat, med 1 135 invånare per kvadratkilometer. Sanyu är det största samhället i trakten. Trakten runt Sanyu består till största delen av jordbruksmark.
Genomsnittlig årsnederbörd är 1 257 millimeter. Den regnigaste månaden är juli, med i genomsnitt 219 mm nederbörd, och den torraste är januari, med 35 mm nederbörd.